# Geranium 'Patricia'
Geranium 'Patricia' — сорт рода Герань (Geranium) семейства Гераниевые (Geraniaceae).

## Описание сорта
Высота куста 60—90 см, ширина 60—90 см.
Цветки пурпурные (розово-фиолетовые) с чёрным центром.
Цветение обильное, весной и в начале лета, в холодном климате с возможным повтором в течение лета.

## В культуре
Сорт Geranium 'Patricia' популярен в качестве декоративного, красиво-цветущего растения открытого грунта.
Почва слегка кислая, согласно другому источнику pH 6,1—7,8.
Зоны морозостойкости (USDA-зоны): от 3ab, до 7b, согласно другому источнику 4—8.